# Italienische Volleyballnationalmannschaft der Männer
Die italienische Volleyballnationalmannschaft der Männer ist eine Auswahl der besten italienischen Spieler, die die FIPAV (Federazione Italiana Pallavolo) bei internationalen Turnieren und Länderspielen repräsentiert. Die Italiener hatten ihre erfolgreichste Zeit in den 1990er und frühen 2000er Jahren, als sie dreimal Weltmeister wurden, bei den Olympischen Spielen zwei Silbermedaillen gewannen und mehrere Titel bei Europameisterschaften und in der Weltliga sammelten.

## Geschichte

### Weltmeisterschaften
Bei der ersten Volleyball-Weltmeisterschaft 1948 kamen die Italiener auf den achten Rang. 1956 und 1962 belegten sie den 14. Platz und auch bei den folgenden drei Turnieren erreichten sie nur hintere Plätze. Bei der WM 1978 unterlagen sie hingegen erst im Finale der Sowjetunion. Bei den Turnieren 1982 und 1986 gab es wieder zweistellige Ergebnisse. 1990 wurden sie im Finale gegen Kuba erstmals Weltmeister. Vier Jahre später gelang ihnen die Titelverteidigung im Endspiel gegen die Niederlande. 1998 gewannen sie mit einem Finalsieg gegen Jugoslawien die dritte Weltmeisterschaft in Folge. Bei den Turnieren 2002 und 2006 belegten sie jeweils den fünften Platz. Als Gastgeber verloren sie bei der WM 2010 das Spiel um den dritten Platz gegen Serbien. 2014 schieden die Italiener in der zweiten Gruppenphase aus. Die WM 2018 beendeten sie auf dem fünften Rang. 2022 konnte Italien erstmals seit 1998 wieder einen WM-Titel gewinnen.

### Olympische Spiele

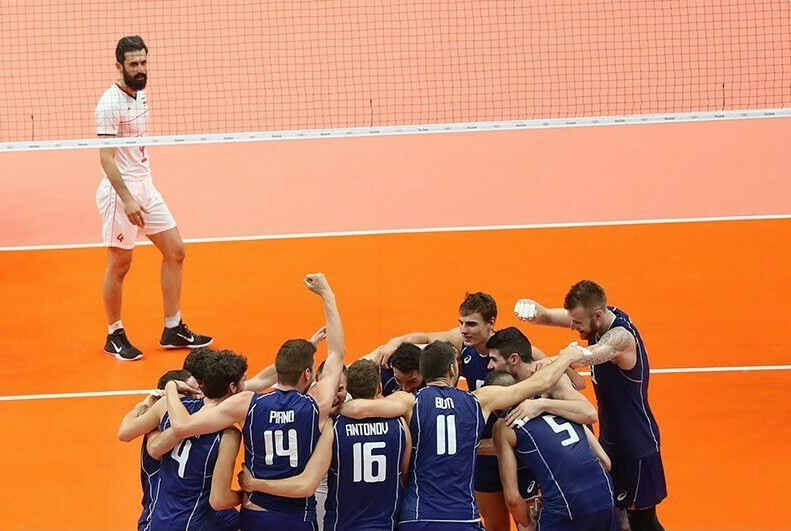
Italien gegen Iran bei den Olympischen Spielen 2016

Italien war bei Olympia 1976 erstmals dabei und wurde Achter. 1980 in Moskau gab es einen neunten Platz. 1984 in Los Angeles gewannen die Italiener die Bronzemedaille. 1988 wurden sie Neunter und 1992 Fünfter. 1996 in Atlanta unterlagen sie erst im Finale gegen die Niederlande. Beim Turnier 2000 gewannen sie wieder Bronze. 2004 in Athen standen sie wieder im Endspiel, das sie gegen Brasilien verloren. 2008 in Peking verpassten die Italiener nach einer Niederlage gegen Russland eine Medaille. 2012 in London gewannen sie das Spiel um Bronze gegen Bulgarien. Beim Turnier 2016 erreichten sie erneut das Endspiel, mussten sich aber Gastgeber Brasilien geschlagen geben. Bei den 2021 in Tokio ausgetragenen Olympischen Spielen 2020 scheiterte Italien im Viertelfinale. 2024 in Paris wurde das Team Vierter.

### Europameisterschaften
Bei der Premiere der Volleyball-Europameisterschaft 1948 im eigenen Land wurden die Italiener Dritter. Das folgende Turnier verpassten sie, danach belegten sie bis 1977 immer Plätze zwischen acht und zehn, darunter ein achter Rang als Gastgeber 1971. 1979 wurden sie Fünfter, zwei Jahre später Siebter. 1983 verpassten sie als Vierter knapp die Medaillenränge. Anschließend wurden die Ergebnisse als Sechster und Neunter wieder etwas schlechter. 1989 gewannen die Italiener gegen Gastgeber Schweden erstmals die Europameisterschaft. 1991 in Deutschland verloren sie das Endspiel gegen die Sowjetunion. Die nächsten beiden Endspiele gewannen sie gegen die Niederlande, bevor sie 1997 Dritter wurden. Nach dem nächsten Titelgewinn 1999 gegen Russland mussten sie sich zwei Jahre später Jugoslawien geschlagen geben. Die Turniere 2003 und 2005 entschieden sie in den Endspielen gegen Frankreich und Russland für sich. Bei der EM 2007 belegten sie den sechsten Rang, 2009 rutschten sie auf den zehnten Platz ab. 2011 gegen Serbien und 2013 gegen Russland verloren sie zwei Endspiele. Bei der EM 2015 erreichten sie den dritten Platz. 2017 schieden sie im Viertelfinale gegen Belgien aus. In der gleichen Runde unterlagen sie bei der EM 2019 gegen Frankreich.

### World Cup
Die Italien nahmen 1981 erstmals am World Cup teil und wurden Siebter. 1989 unterlagen sie erst im Finale gegen Kuba. Nach einer erneuten Pause gewannen sie 1995 im Endspiel gegen die Niederlande erstmals den Wettbewerb. 1999 wurden sie Dritter. 2003 verloren sie das Finale gegen Brasilien. Nach dem verpassten Turnier 2007 belegten sie 2011 den vierten Platz. Beim World Cup 2015 standen sie erneut im Endspiel und mussten sich diesmal den USA geschlagen geben. 2019 kamen sie auf den siebten Rang.

### Nations League
Bei der ersten Ausgabe der Nations League 2018 belegten die Italiener den achten Platz. 2019 gab es das gleiche Ergebnis. 2022 belegten sie Rang 4. 2025 erreichten sie das Finale, welches sie gegen Polen verloren.

### Weltliga

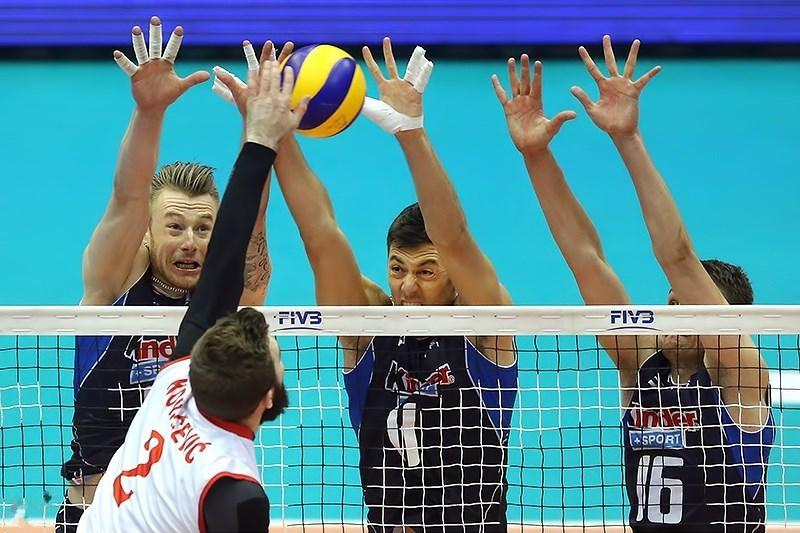
Spiel in der Weltliga 2016 gegen Serbien

Die Italiener wurden 1990 gegen die Niederlande erster Sieger der Weltliga. In den folgenden beiden Jahren wiederholten sie den Erfolg im eigenen Land durch Endspiel-Siege gegen Kuba. Nach einem dritten Platz 1993 besiegten sie 1994 Kuba und 1995 Brasilien im Finale. 1996 verloren sie das Endspiel gegen Gastgeber Niederlande und ein Jahr später setzten sie sich erneut gegen Kuba durch. 1998 verpassten sie trotz Heimrecht erstmals eine Medaille. 1999 und 2000 gewannen sie in den Endspielen gegen Kuba und Russland ihre letzten beiden Titel in diesem Wettbewerb. 2001 mussten sie sich den Brasilianern geschlagen geben. 2002 wurden sie Vierter und im folgenden Jahr Dritter. 2004 gab es eine weitere Finalniederlage gegen Brasilien. Von 2005 bis 2010 belegten sie Plätze zwischen sechs und neun, bevor sie 2011 auf den zehnten Platz kamen. 2013 und 2014 erreichten sie nochmal den dritten Rang. Die nächsten beiden Turniere schlossen sie auf den Plätzen fünf und vier ab. Bei der letzten Ausgabe 2017 gab es mit dem zwölften Platz das schlechteste Ergebnis.

## Auszeichnungen
Die italienische Sportzeitung Gazzetta dello Sport wählte die Nationalmannschaft in den Jahren 1990, 1995, 1998, 2005 und 2016 zu „Italiens Mannschaft des Jahres“, 1995 außerdem zur „Weltmannschaft des Jahres“.